# Dorymyrmex reginicula
Dorymyrmex reginicula é uma espécie de formiga do gênero Dorymyrmex.